# Відпустка у зв'язку з вагітністю та пологами

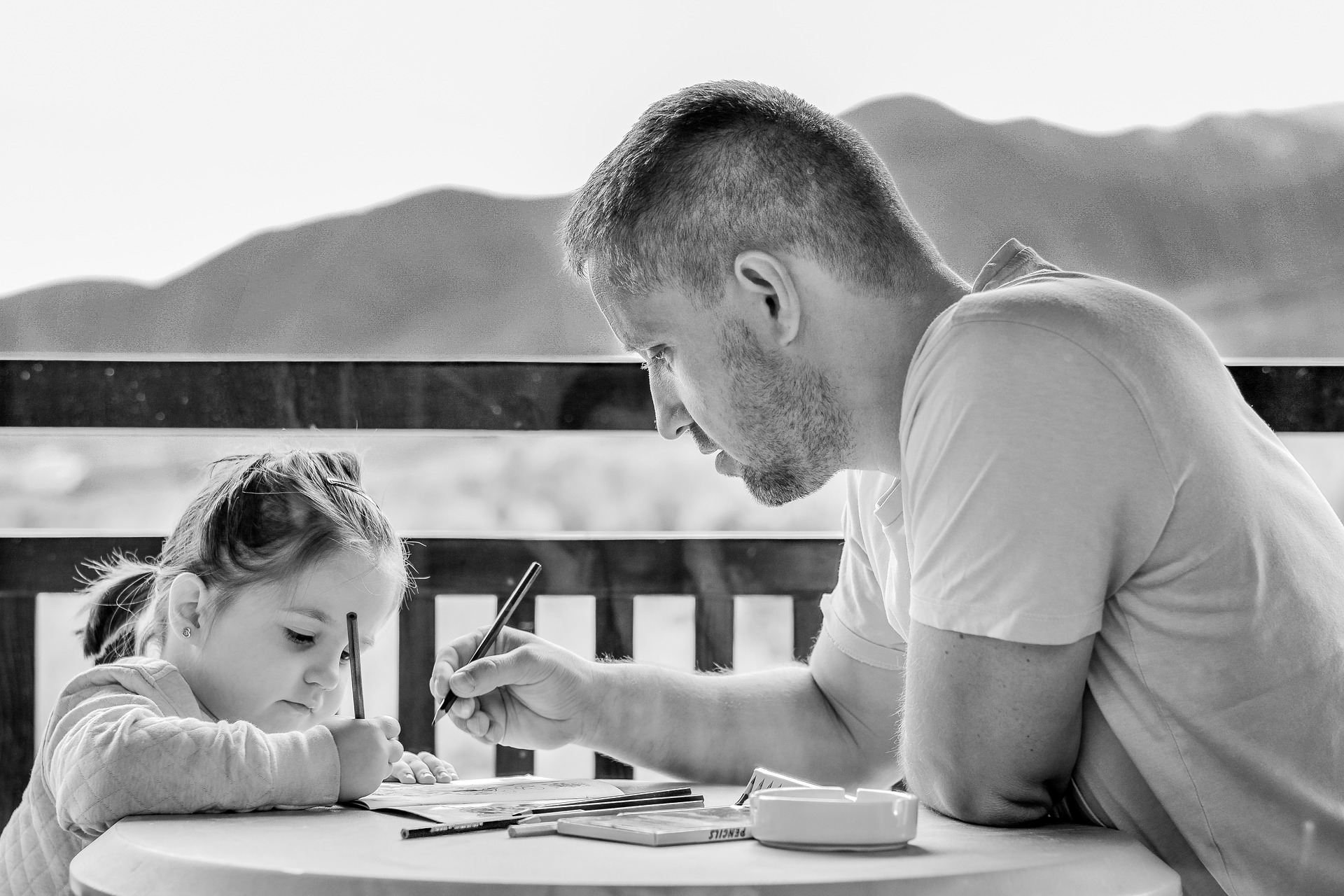
Батько в Україні має таке ж право оформити відпустку з догляду за дитиною, як і мати

Відпустка по догляду за дитиною (англ. Parental leave) або сімейна відпустка — пільга для працівниць(-ків), доступна майже в усіх країнах, що включає відпустку за вагітністю та пологами, а також може включати: відпустки з догляду за малою дитиною, відпустки при усиновленні/удочерінні, відпустки для догляду за хворими членами сім’ї. Всі відпустки, крім першої, можуть брати не тільки жінки. Мінімальні пільги та вимоги до отримання права на ці відпустки встановлюються законом.
Оскільки вагітність та пологи передбачають непідконтрольний період непрацездатності, в багатьох країнах вони захищені законодавчо: збереженням робочого місця за жінкою, наданням відпустки зі збереженням заробітної плати та трудового стажу. Догляд за дитиною або хворими родичами як неоплачувана робота, що унеможливлює трудову діяльність, компенсується можливістю взяти відпустку з догляду за дитиною (як матері, так і іншим людям, що фактично доглядають за дитиною).
В Україні відпустка у зв'язку з вагітністю та пологами — оплачувана відпустка, яку надають жінкам на період до і після народження дитини практично в усіх країнах світу. Згідно з Законом України про відпустки (ст. 17), надається тривалістю 70 календарних днів до пологів і 56 календарних після. У разі народження двох і більше дітей або ускладнених пологів післяпологова відпустка подовжується до 70 днів.
«Декретна відпустка» (відпустка по догляду за дитиною) на строк до досягнення дитиною 3 років може надаватися в Україні повністю або частково одній людині, що фактично доглядає за дитиною: це може бути як мати, так і батько, баба, дід чи інші родичі дитини, особа, що усиновила (удочерила) дитину, взяла її під опіку, одна з прийомних батьків чи батьків-вихователів.

## Історія
Впровадженню законів про відпустку передувала низка нормативних актів, прийнятих у різних країнах.
1878 року в Німецькій імперії жінкам було заборонено працювати під час останніх трьох місяців вагітності.
У 1909 році у Франції впроваджено 8-тижневу неоплачувану відпустку у зв'язку з вагітністю.

## В Україні

### Відпустка у зв'язку з вагітністю та пологами
Сучасна Україна успадкувала право жінок на відпустку у зв'язку з вагітністю та пологами від СРСР: відповідно до декрету Радянського уряду 1917 року.
Згідно з законодавством України (станом на 5 березня 2023 року), відпустка у зв'язку з вагітністю та пологами (ст. 179 Кодексу законів про працю України). На підставі медичного висновку вагітним надають оплачувану відпустку в зв'язку з вагітністю та пологами тривалістю 70 календарних днів до пологів і 56 (при народженні двох і більше дітей та у разі ускладнення пологів — 70) календарних днів після пологів, починаючи з дня пологів. Тривалість відпустки обчислюють сумарно і вона становить 126 календарних днів (140 календарних днів — у разі народження двох і більше дітей та у разі ускладнення пологів). 
Вона надається жінкам повністю незалежно від кількості днів, фактично використаних до пологів. 
Дні відпустки у зв'язку з вагітністю та пологами до щорічних відпусток не включаються (ст. 78). Роботодавець зобов'язаний за заявою жінки приєднати до цієї відпустки щорічні основну і додаткову відпустки незалежно від тривалості її роботи на даному підприємстві, в установі, організації в поточному робочому році (ст. 180).
Оплата відпустки регулюється законом України «Про державну допомогу сім'ям з дітьми», ухваленим в 1993 році (з подальшими змінами). Згідно з ним, право на державну допомогу у зв'язку з вагітністю та пологами мають за цим Законом всі жінки (у тому числі неповнолітні), які не застраховані в системі загальнообов'язкового державного соціального страхування. Для її отримання треба надати дві довідки: довідку лікувального закладу встановленого зразка та одну з таких довідок:
- Для жінок, що працюють — з основного місця роботи (служби, навчання);
- Для жінок, звільнених з роботи у зв'язку з ліквідацією підприємства, установи, організації — довідку ліквідаційної комісії;
- Для жінок, зареєстрованих у державній службі зайнятості як безробітні — довідку державної служби зайнятості.

Розмір грошової допомоги дорівнює 100 % середньомісячного доходу (стипендії, грошового забезпечення, допомоги по безробіттю тощо) жінки, але не менш, ніж 25 % від розміру встановленого законом прожиткового мінімуму для працездатної особи із розрахунку на місяць.
Пунктом 31 Прикінцевих положень Закону про пенсійне страхування передбачено, що до страхового стажу для визначення права на призначення пенсії за нормами ст. 26 Закону про пенсійне страхування включаються, зокрема, періоди перебування у відпустці у зв'язку з вагітністю та пологами з 01.01.2004 р. по 30.06.2013 р. включно.

### Відпустка по догляду за дитиною («декретна» відпустка)
«Декретною» в СРСР відпустка називалася тому, що була введена постановою (декретом) Раднаркому (Ради Народних Комісарів) в листопаді 1917 року, відразу після Жовтневого перевороту.
Згідно з законодавством України (станом на 5 березня 2023 року), відпустка по догляду за дитиною до досягнення нею 3 років (ст. 179, 181 Кодексу законів про працю України) з виплатою за ці періоди допомоги відповідно до законодавства може надаватися за бажанням (повністю або частково) одній людині, що фактично доглядає за дитиною: це може бути як мати, так і батько, баба, дід чи інші родичі дитини, особа, що усиновила (удочерила) дитину, взяла її під опіку, одна з прийомних батьків чи батьків-вихователів. 
Відпустка зараховується як до загального, так і до безперервного стажу роботи і до стажу роботи за спеціальністю. Час відпусток до стажу роботи, що дає право на щорічну відпустку, не зараховується. 
За бажанням у період відпустки можна працювати на умовах неповного робочого часу або вдома (при цьому право на одержання допомоги зберігається). 
Відпустка не надається, якщо дитина перебуває на державному утриманні, крім прийомних дітей у прийомних сім’ях та дітей-вихованців у дитячих будинках сімейного типу. Роботодавця необхідно повідомити про дострокове припинення відпустки не пізніш як за 10 календарних днів. 
Роботодавець за рахунок власних коштів може надавати одному з батьків дитини частково оплачувану відпустку та відпустку без збереження заробітної плати для догляду за дитиною більшої тривалості. Якщо дитина потребує домашнього догляду, одному з батьків дитини в обов'язковому порядку надається відпустка без збереження заробітної плати тривалістю, визначеною у медичному висновку, але не більш як до досягнення дитиною 6-річного віку.

### Відпустка в зв'язку з усиновленням (удочерінням)
Якщо новонародженого усиновлюють (удочеряють) безпосередньо з пологового будинку, відпустку надають з дня усиновлення тривалістю 56 календарних днів (70 календарних днів — при усиновленні двох і більше дітей). Якщо дитину (дітей) усиновлюють і мати, і батько, вказану відпустку надають одній особі — на їх розсуд.
Особам, які усиновили (взяли під опіку) дитину протягом двох місяців з дня її народження, допомогу надають на підставі рішення про усиновлення (встановлення опіки) за період з дня усиновлення чи встановлення опіки і до закінчення строку післяпологової відпустки.

## У світі
У більшості країн Західної Європи відпустка доступна тільки для жінок, які пропрацювали на поточного роботодавця не менше встановленого періоду часу, щоб компенсувати для роботодавців.

### Велика Британія
У Британії закон про відпустку у зв'язку з вагітністю та пологами ухвалили лише в 1948 році.

### Фінляндія
За фінським законодавством право на декретну відпустку має не тільки мати, а й батько. 10 місяців він може доглядати дитину, отримуючи 80 % заробітної плати і не ризикуючи втратити робоче місце.

### Швеція
Всі працюючі батьки і матері мають право на 18 місяців відпустки, під час якої їх заробітна плата компенсується в рівних частках урядом і роботодавцем. Для заохочення як мінімум 3 місяці з 18 повинні бути використані другим з подружжя, як правило, батьком. Подібне законодавство діє і в Норвегії.

### США
Захист оплати відпустки у зв'язку з вагітністю та пологами розвинений погано. Федеральний закон дає право матері взяти неоплачувану декретну відпустку тривалістю 12 тижнів, починаючи не раніше, ніж за 2 тижні до передбачуваної дати пологів за умови, що жінка пропрацювала в компанії більше року. Однак ця норма може відрізнятися між штатами.

### Австралія
Неоплачувана відпустка зі збереженням робочого місця надається матері або батьку, якщо вона/він пропрацювала(-в) у свого роботодавця 12 і більше місяців. Роботодавець у свою чергу може сплатити частину такої відпустки згідно зі своїми внутрішніми правилами. Поширеною є виплата 2-10 тижнів повної зарплати, але при цьому роботодавцем можуть бути поставлені умови, як то обов'язкове повернення працівниці(-ка) на робоче місце після закінчення відпустки чи виплата частини оплати такої відпустки після повернення на роботу. Неоплачувана відпустка за погодженням з роботодавцем може бути продовжена ще на 12 місяців зі збереженням робочого місця.